# MR-UR-100 Sotka
Ne doit pas être confondu avec UR-100 ou UR-100N.
Le MR-UR-100 Sotka était un missile balistique intercontinental (ICBM) à têtes multiples développé et déployé par l'Union soviétique de 1978 à 1993. Ce missile a reçu le code OTAN SS-17 Spanker et a été fabriqué selon la désignation de l'industrie soviétique 15A15. Une désignation alternative du missile est UR-100MR.

## Développement
L'OKB-586 développa le projet MR-UR-100. L'objectif était de développer un missile à capacité MIRV en remplacement des missiles UR-100 alors en service. Bien que conçu pour rentrer dans les silos des UR-100, il nécessitait quand même des modifications des silos existants pour accepter ce nouveau missile, à cause de son utilisation d'un système de lancement vertical froid.
Le développement du « UR-100 modernisé » fut autorisé le 19 août 1970 (document No.682-218) et affecté conjointement à OKB-586 et à TsKBM (fabricant du UR-100). Le bureau de conception réalisa les vols tests de 1971 à 1974. Le déploiement commença en décembre 1978. Le développement de la version plus évoluée MR-UR-100UTTKh (15A16) commença en 1979, avec des vols tests de 1977 à 1979. Les nouveaux missiles avaient complètement remplacé ceux de la version initiale en 1983, à cette date les Soviétiques possédaient 270 lanceurs. À partir de cette date, le nombre de lanceurs diminua, et à la suite du traité START I de 1991, leur nombre était descendu à 76. Ensuite tous furent envoyés au démantèlement et retirés de l'inventaire.

## Dans la fiction
Dans la fiction historique The Third World War (la troisième Guerre Mondiale), écrite par le General Sir John Hackett (en), une ogive nucléaire d'un MR-UR-100 explose à 3500 m au-dessus de Birmingham en Angleterre à 10:30 h GMT le 20 août 1985. L'explosion tue 300 000 personnes en quelques minutes, 250 000 supplémentaires mourant très probablement dans les jours suivants.

## Opérateur
Union soviétiqueLes Forces des fusées stratégiques de la fédération de Russie étaient les seuls opérateurs du Sotka.